# Chrysopilus griseipennis
Chrysopilus griseipennis är en tvåvingeart som beskrevs av Mario Bezzi 1912. Chrysopilus griseipennis ingår i släktet Chrysopilus och familjen snäppflugor. Inga underarter finns listade i Catalogue of Life.